# Il sepolcro
Il sepolcro (The Tomb) è un romanzo giallo dell'orrore scritto dall'autore statunitense F. Paul Wilson, pubblicato nel 1984, pubblicato per la prima volta in Italia nel 1994.
È stato ristampato negli Stati Uniti nel 2004 con il titolo di Rakoshi e in Italia nel 2013 con il titolo de Il riparatore.

## Storia editoriale
Il romanzo, pubblicato nel 1984 con il titolo di The Tomb, è il primo della serie incentrata sul personaggio di "Jack il riparatore". Presenta alcuni punti in comune con il continuum narrativo di un'altra serie di F. Paul Wilson, nota come Il ciclo dell'Avversario..
L'opera, candidata nel 1985 al Premio Prometheus (non assegnato quell'anno) è stata ristampata negli Stati Uniti nel 2004 con il titolo di Rakoshi e nel 2013 in Italia con il titolo de Il riparatore.

## Trama
(F. Paul Wilson Il sepolcro)
Jack, sotto lo pseudonimo de "il riparatore", si presta dietro compenso a risolvere torti ricorrendo spesso alla violenza per punire i colpevoli; svolge la sua attività segretamente spacciandosi per un "aggiustatutto". Viene assoldato da un diplomatico indiano, Kosum Bahkti, per ritrovare un collare di ferro simile a quello da lui stesso indossato, sottratto all'anziana nonna ridotta in fin di vita da un ladro durante la rapina. Contemporaneamente Jack viene contattato dall'ex fidanzata, Gia, per indagare sulla misteriosa scomparsa di Grace Westphalen, zia del suo ex marito, Richard Westphalen. Jack rapidamente recupera il monile, mandando il ladro in ospedale; quest'ultimo, durante la notte, viene ucciso da un mostro introdottosi nella corsia dove egli era ricoverato. Il collare di ferro, rapidamente fatto indossare all'anziana moribonda, sembra avere su di lei effetti curativi straordinari.
Durante le indagini sulla sparizione di Grace, Jack ha modo riprendere contatto con Gia, dalla quale era stato lasciato dopo che la donna aveva scoperto la sua vera attività; il riparatore si riavvicina anche alla giovane figlia di Gia, Vicky, che al contrario della madre, non ha mai smesso di adorarlo. Dopo poco scompare anche un'altra zia dell'ex marito di Gia, Nellie. Jack, che nel frattempo ha avuto modo di frequentare la sorella di Kosum, la giovane e affascinante Kolabati, sospetta che nei rapimenti di Grace e di Nellie sia coinvolto l'indiano. Una notte, mentre Jack è a letto con Kolabati, viene raggiunto da un mostro; a salvarlo è la stessa ragazza che, protetta anch'ella da un magico collare di ferro, coprendolo con il suo corpo, lo sottrae alla vista e all'odorato del mostro.
Jack scopre che i mostri, chiamati rakoshi, sono stati introdotti negli Stati Uniti da Kosum, il cui intento è sterminare tutta la famiglia Westphalen. L'uomo vuole vendicarsi delle azioni di un lontano discendente dei Wesphalen, Sir Albert,  che nel 1857, allora capitano dell'esercito inglese di stanza nel Bengala, dopo aver scoperto l'esistenza di un tesoro nascosto in un tempio, lo aveva rubato, sterminando i rakoshi che lì vivevano in gran numero e soprattutto uccidendo i due loro guardiani.
I rakoshi sono tenuti nascosti in una nave ormeggiata nel porto di New York e Kosum, protetto dal magico collare, li controlla a piacimento. Jack, salito a bordo, scopre che Grace e Nellie sono state uccise e che anche l'ex marito di Gia e padre di Vicky è stato assassinato a Londra dai mostri. La prossima vittima potrebbe essere la stessa bambina. Jack provvede a nascondere Gia e Vicky a casa della figlia di un amico, Abe Grossman, ma i rakoshi, guidati sul luogo dal loro straordinario odorato e soprattutto da un'esca olfattiva nascosta in un'arancia da Kosum che la bambina ha mangiato, rapiscono la piccola portandola a bordo della nave dove sarà presto uccisa al culmine di una cerimonia. Jack, occultato dal collare temporaneamente sottratto a Kolabati e con il supporto dell'amico Abe, ben armato sale a bordo della nave, mina la sala macchine, salva Vicky, uccide Kosum e fa esplodere la nave sterminando tutti i rakoshi. Quando Jack riporta il collare a Kolabati la trova straordinariamente invecchiata: sia lei che il fratello erano mantenuti giovani dal magico monile dal quale non dovevano mai separarsi, pena il rapido invecchiamento; la nonna di Kosum, la vittima del furto del collare, altri non era che la stessa Kolabati.
Jack ottiene la riconoscenza di Gia, epilogo che lascia ben sperare in un possibile riavvicinamento dei due.

## Personaggi
Jack il riparatoreJack è conosciuto come "il riparatore" per la sua particolare attività che da anni svolge al di fuori della legge: ripara torti e risolve ingiustizie, ricorrendo senza scrupoli alla violenza per punire i colpevoli. Trentaquattrenne, castano con gli occhi marroni, alto un metro e ottanta, muscoloso. È esperto nelle arti marziali e nell'uso di ogni tipo di arma, si è accorto di avere una particolare propensione nel risolvere ingiustizie quando, ancora adolescente, ha sgominato dietro un piccolo pagamento, una banda di bulli che assillavano con le loro bravate un anziano vicino di casa. L'uso della violenza a scopo punitivo non lo spaventa e ha assassinato per vendetta la prima volta un folle che, lanciando sassi da un cavalcavia, gli aveva ucciso la madre. Si nasconde dietro una vasta serie di alter ego e grazie a tecniche rodate nel tempo, è sconosciuto al fisco e alla previdenza sociale. Gli unici che conoscono la sua vera identità sono l'amico e fornitore di armi Abe Grossman e la sua ex fidanzata Gia; quest'ultima tuttavia, dopo essere venuta a conoscenza dell'attività di Jack ha deciso di allontanarsi da lui, disgustata dalla violenza.
Kosum BahktiApparentemente cinquantenne, privo di un braccio, originario del Punjab e diplomatico all'ONU, in realtà ha quasi duecento anni, mantenuto giovane e in buona salute da un magico collare di ferro. Ha in mente di sterminare la dinastia dei Westphalen per vendicare l'uccisione dei suoi genitori e lo sterminio dei Rakoshi, mostri affidati alle cure secolari della sua famiglia, avvenuto nel 1857 ad opera di sir Albert Wesphalen.
Sir Albert WesphalenCapitano dell'esercito inglese di stanza nel Bengala durante la rivolta dei Sepoy del 1857. Appartenente a una nobile famiglia decaduta, scopre l'esistenza di un tesoro nascosto in un tempio trovando in esso una colonia di mostri, i "rakoshi". Si appropria del tesoro sterminando i mostri con il fuoco dopo aver assassinato i due guardiani del tempio, i genitori di Kosum Bahkti.
Gia Di LauroDivorziata da Richard Westphalen, ricco imprenditore con il quale ha avuto una figlia, Vicky. Ex fidanzata di Jack dal quale si è allontanata dopo aver scoperto la sua vera attività.
Nellie PatonZia dell'ex marito di Gia. Viene rapita e uccisa dai Rakoshi su ordine di Kosum.
Abe GrossmanAmico di Jack e suo speciale fornitore di armi.
VickyLa figlia di Gia e nipote di Nellie. Viene rapita da Kosum e salvata da Jack.
Kolabati BahktiLa sorella di Kosum. Ha una relazione con Jack che l'uomo, ancora innamorato di Gia, interrompe. Si scoprirà che anche lei, come il fratello, ha quasi duecento anni.

## Edizioni
- (EN) F. Paul Wilson, The Tomb, 1ª ed., Chapel Hill, Whispers Press, 1984.
- F. Paul Wilson, Il sepolcro, traduzione di Alessandra Padoan, Le Ombre n.14, Editrice Nord, 1994,  p. 402, ISBN 8842907847.
- (EN) F. Paul Wilson, Rakoshi, Baltimore, Borderlands Press, 2004.
- F. Paul Wilson, Il riparatore, traduzione di Alessandra Padoan, Chrono, Roma, Fanucci, 2013,  p. 519, ISBN 9788834722725.